# 拳皇'94
《拳皇'94》是SNK开发的格斗游戏，也是拳皇系列的首作，最初在1994年于日本登陆Neo Geo的街机系统，并以多种形式移植至Neo Geo CD在内的Neo Geo家用机、PlayStation 2、PlayStation Portable、Wii和PlayStation Network平台在世界各地发行。2004年，为纪念拳皇系列推出10周年，SNK推出画质提升和功能改进的复刻版《拳皇'94 Re-Bout》。该作最初对应PlayStation 2，并于2015年登陆PlayStation Network全球发行。本作系統為3對3隊制，獲得了當年的「GAMEST 年度大賞」。

## 玩法
系統為3對3隊制，首作是無法編輯隊伍，只能夠整支隊伍（國家代表隊）選擇，共8支隊伍可供選擇。最終舞台是在一艘航空母艦上，本作最終頭目戰須連戰兩場，是系列作品中首位需要連續對戰兩次的頭目。

## 剧情
1994年，世界各地的武术家同时都收到一封寫著「R」的邀请卡，目的是邀请各格斗家参加由他举办的“拳皇”格斗大会。參賽者需以三人為一組組成一隊進行比賽。被邀請的格鬥家包括坂崎良、泰利波格等。当中，有著一名自小以能操纵火焰，年轻的草薙流古武术传人草薙京，凭着多年的领悟，他甚至能够打倒爸爸草薙柴舟，成为家族中实力最高的继承人。好胜的京，在接到邀请后，便同在異種格鬥大賽結識的好友，包括爱出风头的二阶堂红丸，以及柔道奥运金牌得主大门五郎组成队伍出战大会。原来主办者「R」，便是野心极大的路卡爾，他希望从K.O.F.94大赛中，吸引有真正实力的高手，然后亲自打败大会优胜者，并利用他的身体来铸造铜像，成为他的其中一个铜像收藏品。最后，京与路卡爾展开了殊死搏斗，京粉碎了路卡爾的野心。

## 角色
| 登場隊伍              | 登場隊伍                                 | 登場隊伍                                 | 登場隊伍                                 |
| 隊名 （代表國）       | 成員                                     | 成員                                     | 成員                                     |
| --------------------- | ---------------------------------------- | ---------------------------------------- | ---------------------------------------- |
| 主人公隊 (日本）      | 草薙 京（KYO KUSANAGI）                  | 二階堂 紅丸（BENIMARU NIKAIDO）          | 大門 五郎（GORO DAIMON）                 |
| 餓狼傳說隊 （意大利） | 泰利・波格（TERRY BOGARD）               | 安迪・波格（ANDY BOGARD）                | 東丈（JOE HIGASHI）                      |
| 龍虎之拳隊 （墨西哥） | 坂崎 獠（RYO SAKAZAKI）                  | 羅拔・嘉西亞（ROBERT GARCIA）            | 坂崎 琢磨（TAKUMA SAKAZAKI）             |
| 超能力戰士隊 （中國） | 麻宮 雅典娜（ATHENA ASAMIYA）            | 椎拳崇（SIE KENSOU）                     | 鎮元齋（CHIN GENTSAI）                   |
| 怒隊 （巴西）         | 海頓（HEIDERN）                          | 拉爾夫・鍾斯（RALF JONES）               | 克拉克・史超（CLARK STEEL）              |
| 女性格鬥家隊 （英國） | 瓊（KING）                               | 不知火 舞（MAI SHIRANUI）                | 坂崎 百合（YURI SAKAZAKI）               |
| 跆拳道隊 （韓國）     | 金甲喚（KIM KAPHWAN）                    | 陳國漢（CHANG KOEHAN）                   | 蔡寶奇（CHOI BOUNGE）                    |
| 運動家隊 （美國）     | 黑比﹒D（HEAVY D!）                      | 洛奇・古洛巴（LUCKY GLAUBER）            | 布莱恩・巴特勒（BRIAN BATTLER）          |
| 最終BOSS              | 盧卡爾・伯恩斯坦（RUGAL BERNSTEIN） 黑豹 | 盧卡爾・伯恩斯坦（RUGAL BERNSTEIN） 黑豹 | 盧卡爾・伯恩斯坦（RUGAL BERNSTEIN） 黑豹 |

## 发行
最初只是為了令較早推出的兩部作品《餓狼傳說》及《龍虎之拳》，作為新的對戰舞台而推出。本來只打算推出一至兩作，後來才決定將作品延伸，並正式將系列主角定為草薙京。本作最初在1994年于日本登陆Neo Geo的街机系统，同年于日本在包含Neo-Geo CD在内的Neo Geo家用机平台发行，2010年通过PlayStation Network全球发行。2008年，本作捆绑入《SNK经典街机合集Vol.1》中在欧美发行，对应PlayStation 2、PlayStation Portable和Wii平台。2004年，为纪念拳皇系列推出10周年，SNK推出画质提升和功能改进的复刻版《拳皇'94 Re-Bout》。该作最初对应PlayStation 2，并于2015年登陆PlayStation Network全球发行。

## 拳皇'94 Re-Bout
2004年12月，《拳皇'94 Re-Bout》以家用機專用形式推出。
原意為記念當時拳皇十週年而推出，本作系統沿用原版選擇系統之外，亦加入了自由組隊系統、單人模式、單人對戰模式等、死亡對決模式與家用版必備的練習模式在內。
官方雖稱純粹為把當年《拳皇'94》重現於家用機讓當年的玩家重拾回憶，但除了遊戲原有畫質提升外，例如某些背景動畫及鏡頭動作等等都是仿照當年均有再重新製作加強渲染。
在系統及選單各方面亦是重新製作，如人物選單會有新的繪畫展示該隊風格作為各隊伍選擇顯示。
此外特別增加了描述遊戲故事的動畫，以及作为剧情人物的草薙柴舟以特殊選項在本作登場，而路卡爾同樣地也會以特殊選項登場於選單之中。
其他的各式各樣的事與物同樣都參照原作《拳皇'94》重現，作為一個復刻作品獲得不少從以往一直支持持的玩家肯定。
| 《拳皇'94 Re-Bout》登場隊伍 | 《拳皇'94 Re-Bout》登場隊伍              | 《拳皇'94 Re-Bout》登場隊伍              | 《拳皇'94 Re-Bout》登場隊伍              |
| 隊名 （代表國）             | 成員                                     | 成員                                     | 成員                                     |
| --------------------------- | ---------------------------------------- | ---------------------------------------- | ---------------------------------------- |
| 主人公隊 （日本代表隊）     | 草薙 京（KYO KUSANAGI）                  | 二階堂 紅丸（BENIMARU NIKAIDO）          | 大門 五郎（GORO DAIMON）                 |
| 餓狼傳說隊 （意大利代表隊） | 泰利・波格（TERRY BOGARD）               | 安迪・波格（ANDY BOGARD）                | 東丈（JOE HIGASHI）                      |
| 龍虎之拳隊 （墨西哥代表隊） | 坂崎 獠（RYO SAKAZAKI）                  | 羅拔・嘉西亞（ROBERT GARCIA）            | 坂崎 琢磨（TAKUMA SAKAZAKI）             |
| 超能力戰士隊 （中國代表隊） | 麻宮 雅典娜（ATHENA ASAMIYA）            | 椎拳崇（SIE KENSOU）                     | 鎮元齋（CHIN GENTSAI）                   |
| 怒隊 （巴西代表隊）         | 海頓（HEIDERN）                          | 拉爾夫・鍾斯（RALF JONES）               | 克拉克・史超（CLARK STEEL）              |
| 女性格鬥家隊 （英國代表隊） | 瓊（KING）                               | 不知火 舞（MAI SHIRANUI）                | 坂崎 百合（YURI SAKAZAKI）               |
| 跆拳道隊 （韓國代表隊）     | 金甲喚（KIM KAPHWAN）                    | 陳國漢（CHANG KOEHAN）                   | 蔡寶奇（CHOI BOUNGE）                    |
| 運動家隊 （美國代表隊）     | 黑比﹒D（HEAVY D!）                      | 洛奇・古洛巴（LUCKY GLAUBER）            | 布莱恩・巴特勒（BRIAN BATTLER）          |
| 専用人物 （特殊選項）       | 草薙 柴舟（SAISHU KUSANAGI）             | 草薙 柴舟（SAISHU KUSANAGI）             | 草薙 柴舟（SAISHU KUSANAGI）             |
| 最終BOSS （特殊選項）       | 盧卡爾・伯恩斯坦（RUGAL BERNSTEIN） 黑豹 | 盧卡爾・伯恩斯坦（RUGAL BERNSTEIN） 黑豹 | 盧卡爾・伯恩斯坦（RUGAL BERNSTEIN） 黑豹 |

## 備註
1. ↑  此黑豹為路卡爾寵物，會視為場外玩家並於路卡爾暈眩時支援，平常就像一般隊友一樣會站在背景，但是牠並不會直接參加戰鬥。